# Miguel Oviedo
Miguel Ángel Oviedo (Ciudad de Córdoba; 12 de octubre de 1950) es un exfutbolista argentino que se desempeñaba como defensor y en su carrera internacional se consagró campeón con la selección de fútbol de Argentina en la Copa Mundial de Fútbol de 1978.

## Trayectoria

### Instituto
Debutó junto con Instituto en torneos de AFA, el 6 de octubre de 1973 frente a Newell's.

### Talleres
En 1974 fue adquirido por Talleres, donde jugaría por los próximos ocho años. Talleres era uno de los equipos más fuertes del fútbol argentino en esa época, que llegó a varias semifinales en el campeonato Nacional, llegando a la final en 1977, y perdiendo a manos de Independiente de Avellaneda por goles de visitante, según las reglas de la AFA de ese entonces. Por su gran juego y capacidades fue convocado para integrar el plantel de la Selección Argentina para el Mundial de 1978, junto a sus compañeros de equipo Luis Galván y Daniel Valencia. Jugó en Talleres hasta 1987, siendo el jugador con más partidos jugados para Talleres en Primera División.

## Clubes
| Club              | País      | Año       |
| ----------------- | --------- | --------- |
| Instituto         | Argentina | 1973      |
| Talleres          | Argentina | 1974-1982 |
| Independiente     | Argentina | 1983-1986 |
| Talleres          | Argentina | 1986-1987 |
| Deportivo Armenio | Argentina | 1987-1992 |
| Los Andes         | Argentina | 1992-1993 |

## Palmarés

### Campeonatos nacionales
| Título                         | Club          | Sede       | Año  |
| ------------------------------ | ------------- | ---------- | ---- |
| Copa Hermandad                 | Talleres      | Córdoba    | 1977 |
| Campeonato de Primera División | Independiente | Avellaneda | 1983 |

### Campeonatos internacionales
| Título                       | Club          | Sede       | Año  |
| ---------------------------- | ------------- | ---------- | ---- |
| Copa Libertadores de América | Independiente | Avellaneda | 1984 |
| Copa Intercontinental        | Independiente | Tokio      | 1984 |

| Título                  | Selección | Sede         | Año  |
| ----------------------- | --------- | ------------ | ---- |
| Copa Mundial de la FIFA | Argentina | Buenos Aires | 1978 |